# 加布里·爱德考克
加布里·爱德考克（英語：Gabrielle Adcock，1990年9月30日—），本名加布里·怀特（英語：Gabrielle White），婚後改隨夫姓，英格蘭著名羽毛球女子運動員，專長雙打項目，其中最为突出的项目是混雙。她曾赢得2007年欧青赛女雙季軍。后与克里斯·爱德考克結婚，兩人組合最高世界排名第四位，曾獲兩屆大英國協運動會金牌（2014年、2018年）、兩次欧洲羽毛球錦標賽冠军（2017至2018年）、2019年歐洲運動會混雙銀牌、2017年世界羽毛球錦標賽季軍。2021年，加布里與克里斯宣布退役。

## 簡歷

### 早年及出道
加布里·怀特7歲時開始接觸羽毛球運動，起初因看到姐姐打球而跟著參加。
2007年3月，加布里·怀特代表英格兰参加德國薩爾蘭弗尔克林根举办的歐洲青年羽毛球錦標賽，在率先进行的团体赛，英格兰队赢得金牌；而与青年期搭档的玛里亚纳·阿格基罗赢得女双季军。同年10月，她代表英格兰参加新西蘭奧克蘭举办的世界青年羽毛球錦標賽，与青年期搭档的克里斯·爱德考克赢得混双亞軍。

### 2008年-2010年 国际赛首冠
2008年10月，加布里·怀特与克里斯·爱德考克出战保加利亞羽毛球大獎賽，在混双準决赛以1比2（21-17、16-21、19-21）不敌赛会5号种子、印尼的弗兰·库尔尼亚万·邓/申迪·普斯帕·伊拉瓦蒂。
2009年10月，加布里·怀特与克里斯·爱德考克出战荷蘭羽毛球大獎賽，在混双準决赛以1比2（21-17、21-23、12-21）不敌赛会6号种子、俄罗斯的亚历山大·尼科拉恩科/瓦莱里亚·索罗金娜。
2010年11月，加布里·怀特分别与珍妮·沃尔沃克以及马库斯·埃利斯出战蘇格蘭羽毛球國際賽，在女双决赛以2比0（21-17、21-17）击败了赛会2号种子、英格兰的玛里亚纳·阿格基罗/希瑟·奥利弗，赢得冠军；而混双準决赛以0比2（12-21、13-21）不敌赛会2号种子、跨国组合的（英格兰：克里斯·爱德考克/苏格兰：伊莫金·班克尔）。

### 2011年-2012年 黃金大獎賽及公开赛首冠
2011年1月，加布里·怀特与罗伯·布莱尔出战馬來西亞羽毛球超級賽，在混双準决赛以0比2（11-21、15-21）不敌赛会5号种子、中国的陶嘉明/田卿。同年3月，她与罗伯·布莱尔出战德國羽毛球黃金大獎賽，在混双决赛以2比1（16-21、21-16、21-15）击败了日本的池田信太郎/潮田玲子，赢得冠军。
2012年4月，加布里·怀特分别与亚历山德拉·兰利以及马库斯·埃利斯出战葡萄牙羽毛球國際賽，在女双决赛以2比0（21-11、21-19）击败了赛会头号种子、队友的海伦娜·卢森斯卡/Hayley Rogers，赢得冠军；而混双决赛以2比1（21-17、15-21、24-22）力克赛会头号种子、克罗地亚的兹沃尼米尔·杜尔金雅克/斯塔萨·博萨诺维奇，赢得冠军。同年5月，她与劳伦·史密斯出战丹麥羽毛球國際賽，在女双决赛以0比2（18-21、19-21）不敌赛会头号种子、丹麦的莱恩·丹穆凯尔·克鲁斯/马丽恩·罗布克，赢得亚军。同期5月，她分别与凯特·罗伯特肖以及马库斯·埃利斯出战西班牙羽毛球公開賽，在女双準决赛以1比2（19-21、21-18、15-21）不敌队友的玛里亚纳·阿格基罗/亚历山德拉·兰利；而混双决赛以2比0（21-9、21-13）击败了法国的罗南·拉巴尔/埃米莉·拉菲尔，赢得冠军。同年9月，她与马库斯·埃利斯出战比利時羽毛球國際賽，在混双决赛以2比1（9-21、21-10、21-17）击败了队友的克里斯·兰格瑞奇/希瑟·奥利弗，赢得冠军。同期10月，她与马库斯·埃利斯出战荷蘭羽毛球大獎賽，在混双决赛以0比2（15-21、13-21）不敌赛会5号种子、丹麦的马德斯·皮勒尔·科尔丁/卡米拉·吕特·尤尔，赢得亚军。同年11月，她与马库斯·埃利斯出战蘇格蘭羽毛球國際賽，在混双决赛以2比0（21-16、21-16）击败了荷兰的鲁德·博世/塞莱娜·皮克，赢得冠军。同期12月，她分别与劳伦·史密斯以及马库斯·埃利斯出战威爾斯羽毛球國際賽，在女双决赛以2比0（21-7、21-14）击败了赛会3号种子、苏格兰的吉莉·库珀/克里斯蒂·吉尔莫，赢得冠军；而混双决赛以2比0（22-20、21-16）击败了赛会3号种子、队友的克里斯·兰格瑞奇/希瑟·奥利弗，赢得冠军。

### 2013年 超级赛首冠
2013年2月，加布里·怀特与克里斯·爱德考克出战德國羽毛球黃金大獎賽，在混双準决赛以1比2（19-21、21-19、19-21）不敌丹麦强档的安德斯·克里斯蒂安森/茱莉·霍曼。同年4月，她与克里斯·爱德考克出战印度羽毛球超級賽，在混双準决赛以1比2（14-21、21-12、17-21）不敌韩国强档的高成炫/金荷娜。同年8月，她參加中國廣州舉行的世界羽毛球錦標賽，與克里斯·爱德考克以16號種子身分出戰混合雙打項目，他們在首圈輪空，但在第二圈就以0比2（18-21、16-21）不敵中華台北的陳宏麟/程文欣出局。此外，她又與劳伦·史密斯出戰女子雙打項目，首圈以2-0擊敗印度組合晉級，但在第二圈就以0比2（16-21、14-21）不敵7號種子、中國的包宜鑫/钟倩欣出局。同年10月，她分别与劳伦·史密斯以及克里斯·爱德考克出战碧特博格羽毛球黃金大獎賽，在女双準决赛以0比2（16-21、19-21）不敌荷兰强档的埃菲耶·穆斯肯斯/塞莱娜·皮克；而混双决赛以0比2（19-21、15-21）不敌赛会头号种子、德国强档的麦克·福克斯/比尔吉德·迈克斯，赢得亚军。同年11月，她与克里斯·爱德考克出战香港羽毛球超級賽，在混双决赛击败中国组合，夺得其首个羽球生涯中第一座超级赛混双冠军。

### 2014年 英联邦金牌得主
2014年7月，加布里·怀特代表英格兰参加苏格兰格拉斯哥举办的英聯邦運動會羽毛球比賽，在率先进行的团体赛，英格兰队赢得银牌；此外，还分别与劳伦·史密斯以及克里斯·爱德考克征战双打比赛，在女双準決賽以0比2（16-21、11-21）不敌赛会2号种子、马来西亚强档的許嘉雯/溫可微，在季軍戰鏖战三局以2比1（16-21、21-15、21-16）力克对手，赢得英联邦女子双打季军；而混双决赛以2比0（21-9、21-12）击败了赛会4号种子、队友的克里斯·兰格瑞奇/希瑟·奥利弗，夺得其首个英联邦混双冠军。同年10月，她与克里斯·爱德考克出战法國羽毛球超級賽，在混双决赛以0比2（9-21、16-21）不敌赛会3号种子、印尼强档的通托维·艾哈迈德/利利亚纳·纳西尔，赢得亚军。

### 2015年 总决赛首夺冠军
2015年2月，加布里·怀特与克里斯·爱德考克出战德國羽毛球黃金大獎賽，在混双準决赛以0比2（17-21、16-21）不敌赛会头号种子、丹麦强档的约金·费舍尔·尼尔森/克里斯汀娜·彼德森。同年9月，她与克里斯·爱德考克出战韓國羽毛球超級賽，在混双準决赛以0比2（9-21、15-21）不敌赛会2号种子、印尼强档的通托维·艾哈迈德/利利亚纳·纳西尔。同年10月，她与克里斯·爱德考克出战法國羽毛球超級賽，在混双準决赛以0比2（14-21、11-21）不敌赛会7号种子、韩国强档的高成炫/金荷娜。同年10月，她与克里斯·爱德考克出战碧特博格羽毛球黃金大獎賽，在混双决赛以0比2（18-21、17-21）不敌波兰强档的罗伯特·马特斯亚克/娜蒂斯达·希尔巴，赢得亚军。同年12月，她与克里斯·爱德考克出战世界羽聯超級系列賽總決賽，在小组赛发挥出色，以头名出线；在準決賽曾以2比0（21-17、22-20）拿下印尼强档的普拉文·乔丹/戴比·苏珊托，之后决赛更是以2比0（21-14、21-17）击败了韩国强档的高成炫/金荷娜，成为了有史以来第一支赢得超羽年终总决赛的英格兰组合。

### 2016年 里约奥运、卫冕失利
2016年3月，加布里·怀特与克里斯·爱德考克出战全英羽毛球首要超級賽，在混双準决赛以0比2（13-21、20-22）不敌赛会5号种子、丹麦强档的约金·费舍尔·尼尔森/克里斯汀娜·彼德森。同年8月，她代表英国出戰巴西里約熱內盧舉行的奥林匹克运动会羽毛球比賽混合双打項目，與加布里·爱德考克以6號種子身分出戰。在小組賽階段中，唯有擊敗丹麦的约金·费舍尔·尼尔森/克里斯汀娜·彼德森拿下一次胜利，其后两场分别不敌中国的徐晨/马晋和波兰的罗伯特·马特斯亚克/娜蒂斯达·希尔巴 ，最终未能以小组资格出线。同年10月，她与克里斯·爱德考克出战丹麥羽毛球首要超級賽，在混双準决赛以0比2（16-21、18-21）不敌赛会5号种子、丹麦强档的约金·费舍尔·尼尔森/克里斯汀娜·彼德森。

### 2017年-2018年
2017年4月，加布里·怀特代表英格兰参加丹麥科靈举办的歐洲羽毛球錦標賽，与克里斯·爱德考克的混双决赛以2比1（21-17、18-21、21-19）力克赛会头号种子、丹麦强档的约金·费舍尔·尼尔森/克里斯汀娜·彼德森，赢得冠军。
2018年4月，加布里·怀特代表英格兰参加澳大利亚昆士蘭州黃金海岸举办的英聯邦運動會羽毛球比賽，在率先进行的团体赛，英格兰队赢得团体赛季军；此外，还与克里斯·爱德考克征战混双比赛，在混双决赛以2比1（19-21、21-17、21-16）击败了赛会3号种子、队友的马库斯·埃利斯/劳伦·史密斯，赢得英联邦混合双打金牌。同期4月，她参加西班牙韦尔瓦举办的歐洲羽毛球錦標賽，她与克里斯·爱德考克被列为赛会头号种子，在首圈以2比0（21-16、21-10）轻取波兰的帕维尔·斯梅洛夫斯基/马格达莱纳·斯维尔琴斯卡；次圈以2比0（21-17、21-15）横扫丹麦新老组合的约金·费舍尔·尼尔森/亚历山德拉·博尔；八强中直落两局以2比0（21-14、21-18）轻取赛会6号种子、俄罗斯的叶夫根尼·德雷明/叶夫根尼亚·迪莫娃；四强中鏖战三局以2比1（21-17、15-21、25-23）力克赛会5号种子、德国强档的马克·拉姆斯富斯/伊莎贝尔·赫特里克；在决赛激战三局以2比1（21-18、17-21、21-18）拿下赛会2号种子、丹麦强档的马蒂亚斯·克里斯蒂安森/克里斯汀娜·彼德森，赢得欧锦赛混双冠军。同年7月，她与克里斯·爱德考克出战泰國羽毛球公開賽，在混双决赛以0比2（12-21、12-21）不敌赛会8号种子、印尼强档的哈菲兹·费萨尔/格罗里亚·埃马努埃莱·维德佳佳，赢得亚军。

## 主要比賽成績

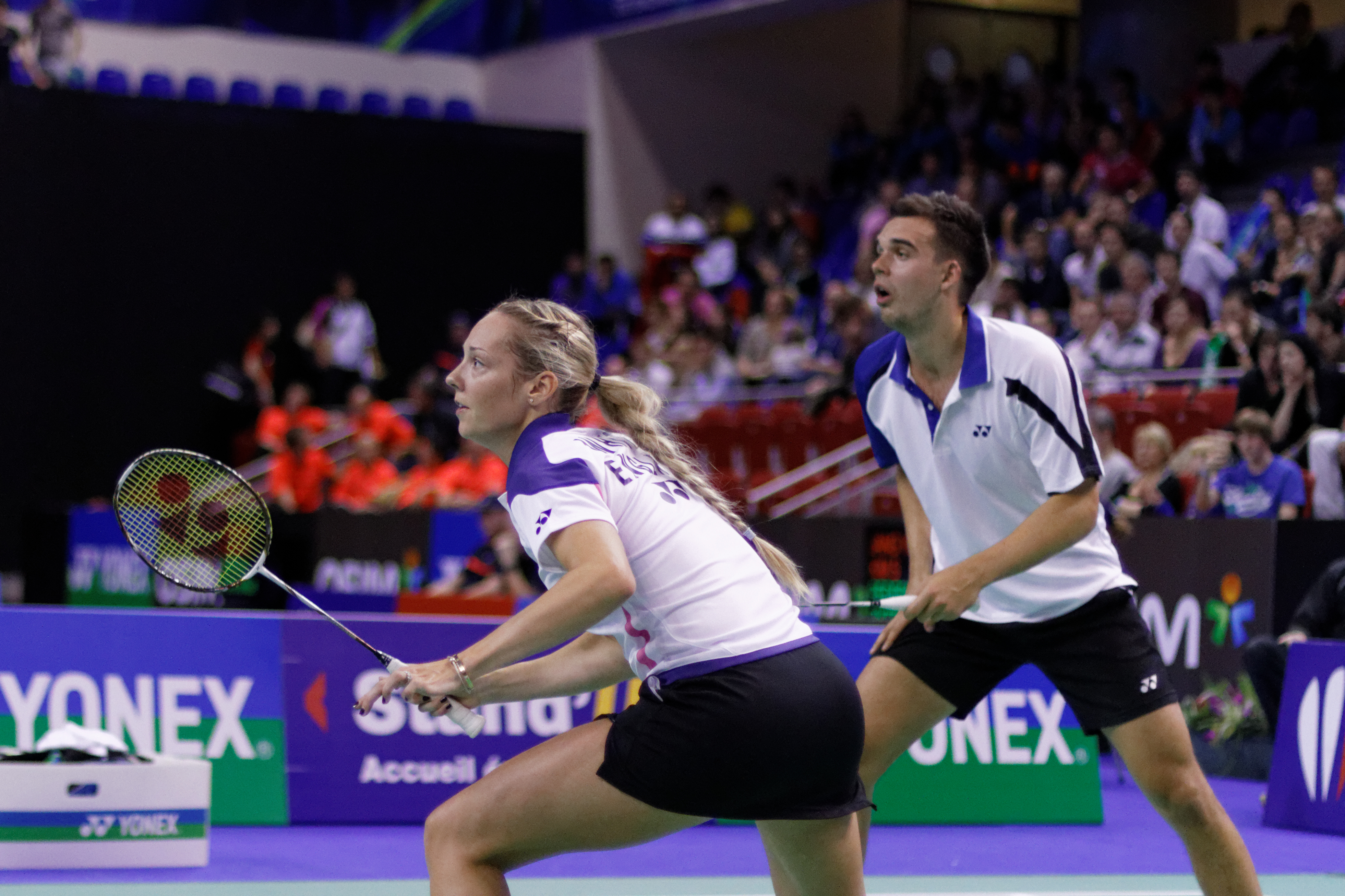
加布里·爱德考克與混雙搭檔克里斯·爱德考克

只列出曾進入準決賽的國際賽事成績：
| 年份   | 賽事                     | 公開賽級別 | 項目     | 拍檔              | 成績   |
| ------ | ------------------------ | ---------- | -------- | ----------------- | ------ |
| 2007年 | 歐洲青年羽毛球錦標賽     | 其他       | 混合團體 | －                | 冠軍   |
| 2007年 | 歐洲青年羽毛球錦標賽     | 其他       | 女子雙打 | 玛里亚纳·阿格基罗 | 準決賽 |
| 2007年 | 世界青年羽毛球錦標賽     | 其他       | 混合雙打 | 克里斯·爱德考克   | 亞軍   |
| 2008年 | 保加利亞羽毛球大獎賽     | 大獎賽     | 混合雙打 | 克里斯·爱德考克   | 準決賽 |
| 2009年 | 荷蘭羽毛球大獎賽         | 大獎賽     | 混合雙打 | 克里斯·爱德考克   | 準決賽 |
| 2010年 | 蘇格蘭羽毛球國際賽       | 國際挑戰賽 | 女子雙打 | 珍妮·沃尔沃克     | 冠軍   |
| 2010年 | 蘇格蘭羽毛球國際賽       | 國際挑戰賽 | 混合雙打 | 马库斯·埃利斯     | 準決賽 |
| 2011年 | 馬來西亞羽毛球超級賽     | 超級賽     | 混合雙打 | 罗伯·布莱尔       | 準決賽 |
| 2011年 | 德國羽毛球黃金大獎賽     | 黃金大獎賽 | 混合雙打 | 罗伯·布莱尔       | 冠軍   |
| 2012年 | 葡萄牙羽毛球國際賽       | 國際系列賽 | 女子雙打 | 亚历山德拉·兰利   | 冠軍   |
| 2012年 | 葡萄牙羽毛球國際賽       | 國際系列賽 | 混合雙打 | 马库斯·埃利斯     | 冠軍   |
| 2012年 | 丹麥羽毛球國際賽         | 國際挑戰賽 | 女子雙打 | 劳伦·史密斯       | 亞軍   |
| 2012年 | 西班牙羽毛球公開賽       | 國際挑戰賽 | 女子雙打 | 凯特·罗伯特肖     | 準決賽 |
| 2012年 | 西班牙羽毛球公開賽       | 國際挑戰賽 | 混合雙打 | 马库斯·埃利斯     | 冠軍   |
| 2012年 | 比利時羽毛球國際賽       | 國際挑戰賽 | 混合雙打 | 马库斯·埃利斯     | 冠軍   |
| 2012年 | 捷克羽毛球國際賽         | 國際挑戰賽 | 混合雙打 | 马库斯·埃利斯     | 亞軍   |
| 2012年 | 荷蘭羽毛球大獎賽         | 大獎賽     | 混合雙打 | 马库斯·埃利斯     | 亞軍   |
| 2012年 | 蘇格蘭羽毛球國際賽       | 國際挑戰賽 | 混合雙打 | 马库斯·埃利斯     | 冠軍   |
| 2012年 | 威爾斯羽毛球國際賽       | 國際挑戰賽 | 女子雙打 | 劳伦·史密斯       | 冠軍   |
| 2012年 | 威爾斯羽毛球國際賽       | 國際挑戰賽 | 混合雙打 | 马库斯·埃利斯     | 冠軍   |
| 2013年 | 德國羽毛球黃金大獎賽     | 黃金大獎賽 | 混合雙打 | 克里斯·爱德考克   | 準決賽 |
| 2013年 | 印度羽毛球超級賽         | 超級賽     | 混合雙打 | 克里斯·爱德考克   | 準決賽 |
| 2013年 | 法國羽毛球超級賽         | 超級賽     | 混合雙打 | 克里斯·爱德考克   | 準決賽 |
| 2013年 | 碧特博格羽毛球黃金大獎賽 | 黃金大獎賽 | 女子雙打 | 劳伦·史密斯       | 準決賽 |
| 2013年 | 碧特博格羽毛球黃金大獎賽 | 黃金大獎賽 | 混合雙打 | 克里斯·爱德考克   | 亞軍   |
| 2013年 | 香港羽毛球超級賽         | 超級賽     | 混合雙打 | 克里斯·爱德考克   | 冠軍   |
| 2014年 | 瑞士羽毛球黃金大獎賽     | 黃金大獎賽 | 混合雙打 | 克里斯·爱德考克   | 冠軍   |
| 2014年 | 英聯邦運動會羽毛球比賽   | 其他       | 混合團體 | －                | 銀牌   |
| 2014年 | 英聯邦運動會羽毛球比賽   | 其他       | 女子雙打 | 劳伦·史密斯       | 銅牌   |
| 2014年 | 英聯邦運動會羽毛球比賽   | 其他       | 混合雙打 | 克里斯·爱德考克   | 金牌   |
| 2014年 | 法國羽毛球超級賽         | 超級賽     | 混合雙打 | 克里斯·爱德考克   | 亞軍   |
| 2014年 | 碧特博格羽毛球黃金大獎賽 | 黃金大獎賽 | 混合雙打 | 克里斯·爱德考克   | 準決賽 |
| 2014年 | 香港羽毛球超級賽         | 超級賽     | 混合雙打 | 克里斯·爱德考克   | 準決賽 |
| 2014年 | 世界羽聯超級系列賽總決賽 | 首要超級賽 | 混合雙打 | 克里斯·爱德考克   | 準決賽 |
| 2015年 | 歐洲羽毛球混合團體錦標賽 | 其他       | 混合團體 | －                | 亞軍   |
| 2015年 | 德國羽毛球黃金大獎賽     | 黃金大獎賽 | 混合雙打 | 克里斯·爱德考克   | 準決賽 |
| 2015年 | 韓國羽毛球超級賽         | 超級賽     | 混合雙打 | 克里斯·爱德考克   | 準決賽 |
| 2015年 | 法國羽毛球超級賽         | 超級賽     | 混合雙打 | 克里斯·爱德考克   | 準決賽 |
| 2015年 | 碧特博格羽毛球黃金大獎賽 | 黃金大獎賽 | 混合雙打 | 克里斯·爱德考克   | 亞軍   |
| 2015年 | 世界羽聯超級系列賽總決賽 | 首要超級賽 | 混合雙打 | 克里斯·爱德考克   | 冠軍   |
| 2016年 | 全英羽毛球首要超級賽     | 首要超級賽 | 混合雙打 | 克里斯·爱德考克   | 準決賽 |
| 2016年 | 丹麥羽毛球首要超級賽     | 首要超級賽 | 混合雙打 | 克里斯·爱德考克   | 準決賽 |
| 2016年 | 碧特博格羽毛球黃金大獎賽 | 黃金大獎賽 | 混合雙打 | 克里斯·爱德考克   | 亞軍   |
| 2016年 | 世界羽聯超級系列賽總決賽 | 首要超級賽 | 混合雙打 | 克里斯·爱德考克   | 亞軍   |
| 2017年 | 歐洲羽毛球混合團體錦標賽 | 其他       | 混合團體 | －                | 季軍   |
| 2017年 | 德國羽毛球黃金大獎賽     | 黃金大獎賽 | 混合雙打 | 克里斯·爱德考克   | 準決賽 |
| 2017年 | 全英羽毛球首要超級賽     | 首要超級賽 | 混合雙打 | 克里斯·爱德考克   | 準決賽 |
| 2017年 | 印度羽毛球超級賽         | 超級賽     | 混合雙打 | 克里斯·爱德考克   | 準決賽 |
| 2017年 | 歐洲羽毛球錦標賽         | 其他       | 混合雙打 | 克里斯·爱德考克   | 冠軍   |
| 2017年 | 世界羽毛球錦標賽         | 其他       | 混合雙打 | 克里斯·爱德考克   | 季軍   |
| 2018年 | 英聯邦運動會羽毛球比賽   | 其他       | 混合團體 | －                | 銅牌   |
| 2018年 | 英聯邦運動會羽毛球比賽   | 其他       | 混合雙打 | 克里斯·爱德考克   | 金牌   |
| 2018年 | 歐洲羽毛球錦標賽         | 其他       | 混合雙打 | 克里斯·愛德考克   | 冠軍   |
| 2018年 | 馬來西亞羽球公開賽       | 超級750賽  | 混合雙打 | 克里斯·爱德考克   | 準決賽 |
| 2018年 | 泰國羽毛球公開賽         | 超級500賽  | 混合雙打 | 克里斯·爱德考克   | 亞軍   |
| 2019年 | 歐洲運動會羽毛球比賽     | 其他       | 混合雙打 | 克里斯·爱德考克   | 銀牌   |
| 2019年 | 荷兰羽毛球公开赛         | 超級100賽  | 混合雙打 | 克里斯·爱德考克   | 亞軍   |
| 2019年 | 法國羽毛球公开赛         | 超級750賽  | 混合雙打 | 克里斯·爱德考克   | 準決賽 |
| 2020年 | 丹麥羽毛球公開賽         | 超級750賽  | 混合雙打 | 克里斯·爱德考克   | 亞軍   |

| 2007-2017年 | 首要超級賽 | 超級賽 | 黃金大獎賽 | 大獎賽 | 國際挑戰賽 | 國際系列賽 | 未來系列賽 | 其他 |

| 2018-2026年 | 總決賽 | 超級1000賽 | 超級750賽 | 超級500賽 | 超級300賽 | 超級100賽 | 國際挑戰賽 | 國際系列賽 | 未來系列賽 | 其他 |

### 奧運會和世錦賽參賽紀錄
|          | 搭檔            | 2009        | 2010 | 2011 | 2012 | 2013 | 2014 | 2015 | 2016       | 2017 | 2018 | 2019 |
| -------- | --------------- | ----------- | ---- | ---- | ---- | ---- | ---- | ---- | ---------- | ---- | ---- | ---- |
| 女子雙打 | 珍妮·沃尔沃克   | 48強 (退賽) | 32強 | 48強 | －   | －   | －   | －   | －         | －   | －   | －   |
| 女子雙打 | 劳伦·史密斯     | －          | －   | －   | －   | 32強 | 48強 | －   | －         | －   | －   | －   |
|          |                 |             |      |      |      |      |      |      |            |      |      |      |
| 混合雙打 | 克里斯·爱德考克 | 48強 (退賽) | 48強 | －   | －   | 32強 | 16強 | 8強  | 小組第三名 | 季軍 | 8強  | 16強 |

## 主要對賽紀錄
加布里·爱德考克與搭檔的與主要對手的對賽成績如下，截至2019年3月28日：
混雙 - 克里斯·爱德考克
| 對手                                 | 對賽次數 | 對賽結果 | 對賽結果 | 總計 |
| 對手                                 | 對賽次數 | 勝       | 負       | 總計 |
| ------------------------------------ | -------- | -------- | -------- | ---- |
| 通托維·艾哈邁德 利利亚纳·纳西尔      | 16       | 6        | 10       | -6   |
| 刘成 包宜鑫                          | 8        | 5        | 3        | +2   |
| 约金·费舍尔·尼尔森 克里斯汀娜·彼德森 | 7        | 2        | 5        | -3   |
| 鲁恺 黄雅琼                          | 6        | 1        | 5        | -4   |
| 罗伯特·马特斯亚克 娜蒂斯达·希尔巴    | 6        | 3        | 3        | 0    |
| 普拉文·乔丹 戴比·苏珊托              | 5        | 5        | 0        | +5   |
| 雅高·阿伦斯 塞莱娜·皮克              | 4        | 4        | 0        | +4   |
| 王懿律 黄东萍                        | 4        | 1        | 3        | -2   |

## 個人生活
加布里·爱德考克本名為加布里·怀特（英語：Gabrielle WHITE），2013年9月20日與羽毛球運動員及混雙搭檔克里斯·爱德考克結婚，婚後改隨夫姓。